# 모구모구
모구모구(영어: MOGU MOGU)는 태국의 음료수이다. 현재는 대한민국을 비롯한 여러 나라에서 판매되고 있다.

## 특징
맛은 리치, 사과, 파인애플, 포도, 자몽, 복숭아, 요구르트, 망고, 딸기, 자몽, 오렌지, 피나콜라다, 패션 후르츠, 레몬, 멜론, 핑크 구아버, 블랙 커런트, 포시즌스, 그레이프 프루트로 여러가지가 있다. 음료수에 나타데코코가 들어있다.

## 같이 보기
- 모구모구 큐브
- 모구모구 아이스
- 코코팜
- 나타데코코